# Astronomisk enhed
En astronomisk enhed, forkortet au (engelsk: astronomical unit) er en længdeenhed, som historisk er baseret på middelafstanden mellem Solen og Jorden.
Tidligere blev der brugt flere sprogspecifikke benævnelser som AU (engelsk), AE (dansk og tysk) eller UA (fransk). Den Internationale Astronomiske Union anbefalede i 2012 at bruge symbolet au. Unionen vedtog på sin generalforsamling i Beijing i Kina 2012 enstemmigt, at den astronomisk enhed skal defineres som eksakt
- 1 au = 149.597.870.700 meter[2] (≈149.597.871 km)

Betegnelsen støttes af førende fagtidsskrifter og er i 2014 af BIPM implementeret i SI-enhedssystemet.
Den første pålidelige bestemmelse af den astronomiske enhed fandt sted ved Venuspassagen i 1769.